# Gatta randagia
Gatta randagia (titolo originale Stray Cat) è un romanzo poliziesco del 1987 di Don Matheson. Il romanzo è stato pubblicato nel 1988 nella collana Il Giallo Mondadori con il numero 2067.

## Trama
Charlie Gamble, un tempo responsabile vendite di un'azienda di computer, vive a bordo della sua barca ormeggiata al porto di Boston, guadagnando lo stretto necessario riparando motori. La vita sentimentale di Charlie, ferma da quando è stato lasciato dalla moglie, giornalista televisiva trasferitasi a New York, subisce una scossa improvvisa la mattina in cui appare sul molo la rossa Ferrari della bellissima Rosy Marlette.

## Edizioni
- Don Matheson, Gatta randagia, traduzione di Maria Luisa Vesentini Ottolenghi, collana Il Giallo Mondadori n. 2067, Arnoldo Mondadori Editore, 1988,  p. 159.